# Lahomno
Lahomno – wieś w Słowenii, w gminie Laško. W 2018 roku liczyła 224 mieszkańców.